# Les Bleu Poudre
 (mars 2022).
 (février 2019).
Si vous disposez d'ouvrages ou d'articles de référence ou si vous connaissez des sites web de qualité traitant du thème abordé ici, merci de compléter l'article en donnant les références utiles à sa vérifiabilité et en les liant à la section « Notes et références ».
Les Bleu poudre sont un groupe humoristique québécois principalement composé de Pierre Brassard, Jacques Chevalier, Ghislain Taschereau, Richard Z Sirois et François Dunn (qui travaillait derrière la caméra). Au cours de l'histoire du groupe, le comédien André Robitaille et l'humoriste Yvon Landry ont participé à l'aventure. Bien qu'ayant également fait de la radio, c'est à la télévision qu'ils connurent leur succès ; d'abord à la fin des années 1980 avec 100 Limite, puis au début des années 1990 avec Taquinons la planète. Ils étaient très connus.

## Histoire

### 100 Limite(1988-1991)
Les Bleu Poudre prennent naissance à l'émission 100 Limite et "NATM" (Les Nouvelles Après Tout Le Monde) diffusé à TQS (Télévision Quatre-Saison) de 1988 à 1990, où Pierre Brassard tient le rôle de présentateur en chef, en compagnie de Richard Z. Sirois et JiCi Lauzon. C'est en 1989, durant la deuxième saison, que le groupe prend forme, alors que plusieurs comédiens et humoristes sont recrutés, dont Jacques Chevalier, Yvon Landry, Anthony Kavanagh, André Robitaille, Chantal Lamarre et éventuellement suivis de Ghislain Taschereau.
Il y avait un concours à l'émission baptisé « La minute 100 Limite » où on invitait les téléspectateurs à soumettre un texte sur un sujet d'actualité. J'en envoyais un chaque semaine. On les a presque tous lus... car il n'y avait pas beaucoup de participants. Un jour, après m'avoir vu aux Lundis des Ha! Ha!, Richard Z. Sirois m'a demandé d'être scripteur à l'émission.
—Ghislain Taschereau 
L'émission comportait une formule toute nouvelle d'humour: une salle de nouvelle bidon animée par des journalistes humoristiques qui dressait un bilan journalier des événements, en détournant de vraies images de nouvelles et en les tournant au ridicule. De ce regroupement de jeunes humoristes est né les "Bleu Poudre" (nom venu de la couleur de leurs vestons de journaliste: Bleu Poudre!).
Au travers de ce petit "laboratoire" télévisuel, est sorti un style commun et unique de leur humour absurde: des doublages, des juxtapositions d'images, des montages, et surtout des interviews trafiqués. Il y avait aussi de vrais reportages (comiques), des sketchs humoristique, parfois sans liens avec la nouvelle.
L'émission au début était diffusée quotidiennement et par la suite, elle est devenue hebdomadaire.
Leur émission a été ponctuée par des émissions spéciales des fêtes, "le Noël 100 limite" (en 1988) et "Noël Après tout le monde" (en 1989), sorte de rétrospective de l'année en humour.
Le groupe anime 100 Limite pendant deux ans, et lance également durant cette période le disque À Vendre, composé de sketches et chansons originaux.
En 1991, à la suite de compressions budgétaires, TQS ne renouvelle pas le contrat des Bleu Poudre à 100 Limite. Le groupe est pour ainsi dire dissout, bien que Taschereau et Chevalier vont rejoindre Richard Z. Sirois à l'émission radio Les Midis Fous.

### Taquinons la planète!(1992-1994)
L'année suivante, 1992, voit le retour des Bleu Poudre à la télé avec Taquinons la planète, diffusée à Radio-Canada. Le groupe est maintenant composé de Brassard, Chevalier et Taschereau, accompagnés de François Dunn, le Bleu Poudre « invisible » (cumulant les tâches de réalisateur, idéateur, auteur, caméraman et monteur).
Pour solidifier le tout, François Pérusse se joint au groupe et signe la chanson thème de l'émission et des personnages, contribue au montage sonore, et joue dans quelques sketches.
Pendant sa diffusion, Taquinons la planète ! se classait parmi les cinq émissions les plus regardées au Canada
L'émission comportait un décor hors-du-commun, où les invités étaient assis sur des sièges fixés sur une plateforme pivotante. Quand venait le temps de recevoir un des personnages, l'animateur (Pierre Brassard) les dirigeait vers son bureau à l'aide d'un levier à portée de la main sur son bureau. Tout cela était accompagné d'une chanson thème propre à chaque personnages.
Cette émission, quoique nouvelle, garda la même formule que la défunte émission 100 LiMiTE: doublages, montages et trucages des nouvelles, des sketchs et des parodies humoristiques diverses.
Après deux ans de semaines à 80 heures de travail, les Bleu Poudre décident de mettre fin à l'émission pour pouvoir souffler un peu. Le départ est amical, tandis que SRC commande un spécial d'une heure pour mars 1995, et se dit prêt à offrir une nouvelle émission le temps venu. Toutefois, les ponts sont rompus quelques mois plus tard, et c'est à TQS que sera présentée Taquinons 94, la seule revue de l'année de Taquinons la planète !.

#### Personnages
- Bonhomme Carnaval :

Sans contredit l'une de leurs têtes de Turc préférée. Maintes fois ridiculisé, le Bonhomme recevait toujours un coup (ou plusieurs) de poêle en téflon sur la tête au cours de leurs gags. Parfois, ils le modifiaient en personnalité publique, telle que Jean Chrétien et Jean-Luc Mongrain. La tête a eu droit à plusieurs réparations dues aux éclats de plâtre engendrés par la poêle de téflon.
- Bob Binette (Ghislain Taschereau) :

Il était dans une classe à part. Homme qui semble être un croisement entre un homme des cavernes (surtout au tout début à l'ère 100 LiMiTE) parlant en onomatopées ou tout simplement « tout croche », mais dont l'animateur Pierre Brassard comprend toujours les propos. Ses répliques « Heulsé », « Capote Pas » et le fameux « ne ne » inséré entre chaque mot resteront mémorables pour les fans du groupe.
- Chose (Ghislain Taschereau) :

Hyperactif qui s'exprime sous une pluie de gymnastique verbale. On aurait dit lorsqu'il parlait qu'il essayait de faire de la lutte avec sa propre langue. Il était toujours vêtu d'un chandail à manche longue vert kaki et d'une casquette verte.
- Dave Ash (Ghislain Taschereau) :

Cowboy du Texas qui parle français avec la prononciation anglaise (Bilingue dans une seule langue comme se plaisait à dire Pierre Brassard). Son nom sous-entend « Des vaches ». On lui doit aussi quelques sketches et des chansons classiques telles que Les Gants Élégants et Hickely.
- Ludger (Ghislain Taschereau) :

Personnage haut en couleur et en voix, présenté comme le cousin de Ghislain Taschereau s'exprimant plus que le client en demande sur n'importe quoi, et c'était n'importe quoi.
- Raymond Beaudoin (Pierre Brassard) :

Journaliste-reporter bedonnant et arborant une barbichette, ses manières douteuses lui ont valu quelques affrontements avec certains artistes. Muni d'un appareil-photo Polaroid, il s'amusait à taquiner diverses personnalité connues avec des questions pièges. Lorsque les victimes répondaient tant bien que mal à sa question, il prenait par la suite une photo de lui-même et de sa victime dans un angle aléatoire. La photo était affichée à l'écran agrémentée d'un commentaire drôle envers la victime.
Il a eu plusieurs entretiens avec des personnalités publiques (Brian Mulroney, Mordecai Richler,...) et surtout, deux avec Pierre Elliott Trudeau dont une « très mémorable » lorsque ce dernier se fâcha contre l'insolence et l'insistance de Raymond Beaudoin et lui asséna un coup de pied dans les parties. Cet événement avait fait le tour du Canada dans les bulletins de nouvelles. Il tente aussi de prendre des photos de Michèle Richard à la sortie de son mariage avec Yvan Demers. Il est repoussé par les gardes du corps engagés par la chanteuse pour cette journée.
- Monsieur Titi (Pierre Brassard) :

Personnage basé sur Charles Trenet donc, originaire de la France.
- Jacques Chevalier-Longueuil (Jacques Chevalier) :

Personnage à l'accoutrement ridicule.
- Ginet Robidoux (Jacques Chevalier) :

Personnage qui aimait déranger, provoquer mais surtout, offusquer les gens grâce à ses sondages tordus.
Parmi ses classiques, il a eu les courage d'aller voir les mohawks peu après la Crise d'Oka, ainsi que de rire des anciens joueurs du Canadiens de Montréal.
PERSONNAGES (DOUBLAGES)
- Yasser Arafat (Ghislain Taschereau) :

Se servant d'enregistrement de l'ancien chef de l'Autorité Palestinienne (OLP) diffusés dans les médias, il double son discours pour lui faire tenir des propos incohérents et burlesques.

#### Sketches
L'émission refermait plusieurs sketches originaux, mais quelques-uns ont eu droit a plusieurs épisodes:
- Rapport de Police (avec l'agent Bazwell, l'agent Heulsé & Le Capitaine Réjean St-Gelais)
- Mon Rêve par Jacques Chevalier-Longueuil

Sketches (Doublages):
- Les Belles histoires des pays d'en haut
- La Famille Plouffe
- Yasser Arafat

### Le Retour des Bleu Poudre(1994-1997)
À la suite de son départ des ondes télé, le groupe déménage à la radio, qui permet un horaire de travail moins chargé ; dès septembre 1994, il anime Le Retour des Bleu Poudre à CKOI-FM. Brassard y met à profit son talent d'imitateur, et piège plusieurs personnalités au téléphone, dont le premier ministre Jean Chrétien, le président Jean-Bertrand Aristide, le pape Jean-Paul II et la reine Élisabeth II,.

### La fin des Bleu Poudre
En 1997, après trois ans de radio, les quatre membres des Bleu Poudre décident d'un commun accord de mettre un terme à leur aventure.
Ils se réunissent toutefois en 2005 pour participer au Procès des Bleu Poudre, une série de quatre émissions où des extraits de Taquinons la planète ! sont présentés comme pièces à conviction lors d'un faux procès contre le groupe.
Le tout sert à promouvoir La Crème des Bleu Poudre, un DVD contenant les meilleurs moments de Taquinons la planète.

## Discographie
- 1990 : À vendre s'adresser aux : Bleu Poudre

### Anecdotes
- Le groupe eXterio doit son nom au personnage de Ghislain Taschereau "Ludger" qui répétait "extériorisation sporadiquement".